# Paolo Signorini
Paolo Signorini (Casale Monferrato, 14 maggio 1896 – Šebekino, 1º febbraio 1943) è stato un militare italiano, Colonnello degli alpini comandante del 6º Reggimento alpini della Divisione Tridentina. Medaglia d'oro al valor militare.

## Biografia
Nominato sottotenente nel maggio del 1915, partecipa alla prima guerra mondiale, nel 4º Reggimento alpini, viene ferito nei pressi di Malga Caprara nel 1916, il 23 settembre 1917 viene nominato comandante del Battaglione Monte Granero e con il battaglione si trova a difendere il monte Tomba.
Alla fine della guerra è capitano e dal 1926 è inquadrato nel 9º Reggimento alpini, nel quale con la promozione a maggiore diventa comandante del Battaglione l'Aquila. Nel 1934 diventa aiutante maggiore nella Scuola centrale militare di alpinismo d'Aosta.
Nel 1940 con il grado di tenente colonnello parte per l'Albania, dove al comando di un gruppo dei battaglioni Bolzano, Cervino e il Val Cismon, denominati "Gruppo alpini Signorini", si segnala a Ponte Perati.
Rientra in Italia e viene posto al comando del 6º Reggimento alpini della divisione Tridentina, il 25 luglio 1942 parte per il fronte russo, durante il ripiegamento dal Don il 1º febbraio 1943, all'uscita da una sacca constata la quasi totale distruzione dei suoi reparti, viene colto da infarto e muore. 
Nel 1999 il comune di Casale Monferrato gli ha intitolato una piazza.